# Ador Welding Limited
 Ador Welding Limited — компания со штаб-квартирой в Мумбаи, Индия. Ador Welding Limited, являющаяся головной компанией Ador Group, производит различные изделия для сварки, в том числе сварочные материалы (электроды, проволоку и флюсы), оборудование для сварки и резки металлов. Компания охватывает более 30 % рынка в области сварки в Индии.

## История
Компания Ador Welding Limited ведет свою историю с 1908 года. Ее организаторами были пять человек родом из Карачи, Пакистан: Kanwalsing Malkani, Vasanmal Malakani, Jotsing Адвани, Bhagwansing Адвани и Gopaldas Мирчандани. В 1951 году для удовлетворения растущего спроса в Индии на сварочные электроды было создано предприятие JB Advani & Co, совместное с компанией Oerlikon-Buhrle из Швейцарии. Компания Ador Welding Limited помогла им создать сварочную отрасль промышленности в Индии, которая в то время была в зачаточном состоянии.
В начале 1970-х годов компания начала расширять свою деятельность в других секторах в Индии, таких как электронное оборудование, энергетика и косметика.
В 1986 году компания JB Advani & Co перестала быть холдинговой компанией Advani-Oerlikon Ltd. В 2003 году компания изменила свое название на Ador Welding Limited.

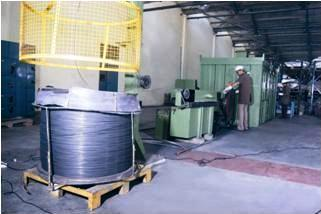
Производство расходных материалов в компании Ador Welding Ltd

Компания имеет свою академию сварки Ador Welding Academy.

## Руководство
Руководители компании по состоянию на 2011 год:
- Б Адвани (A B Advani,) — исполнительный директор компании;
- Сатиш Бхат (Satish Bhat) — директор;
- Н. П. Мелькень Надрал (N Malkani Nagpa) — директор;
- Р А Мирчандани (R A Mirchandan) — директор.

## Производство
Компания занимается производством и предоставлением услуг в области сварочной техники, включая:
- Предоставление сварочных услуг и расходных материалов.
- Разработка специальных электродов для сварки напорных трубопроводов.
- Помощь в возведении заводов и внедрение рутиловых электродов и орбитальных сварочных аппаратов.
- Производство высоколегированных аустенитных материалов для сварки, высокотемпературных материалов и капиллярных труб для ядерных исследований Бхабха Центра.
- Разработка сварочного процесса для Suzlon, NEPC групп и Wescare (Индия) общества.
- Разработка специального сварочного оборудования и расходных материалов для компаний Гейл и Бхарат Петролеум
- Предоставление технологий и расходных материалов для обслуживания изношенных рельс для индийских железных дорог.